# 4980 Magomaev
4980 Magomaev је астероид главног астероидног појаса са средњом удаљеношћу од Сунца која износи 3,198 астрономских јединица (АЈ).
Апсолутна магнитуда астероида је 12,5.